# داگلاس تی. کنریک
داگلاس تی. کنریک (انگلیسی: Douglas T. Kenrick؛ زادهٔ ۳ ژوئن ۱۹۴۸) استاد روان‌شناسی در دانشگاه ایالتی آریزونا بود. پژوهش‌ها و نوشته‌های او سه ترکیب علمی چند دهه اخیر را ادغام می‌کنند: روان‌شناسی فرگشتی، علوم شناختی، و تئوری سامانه‌های پویا است.
داگلاس تی کنریک نویسنده کتاب‌هایی نظیر حیوان منطقی است. او بیش از ۲۰۰ مقاله، کتاب و فصل علمی منتشر کرده‌است که اکثریت آنها ایده‌های فرگشتی را در رفتار و فرآیندهای فکری انسان به کار می‌برند.

## تحقیق
۱. کنریک در برخی از تحقیق‌های اولیه خود که با سارا گوتیرس انجام شد، نشان داد که قرار گرفتن در معرض افراد بسیار جذاب، مانند افرادی که در مجلات، تلویزیون و فیلم‌ها نشان داده می‌شوند، باعث می‌شود افراد تعهد خود را نسبت به شرکای فعلی خود کاهش دهند. برای مثال، مردانی که در معرض زنان زیبا هستند، خود را کمتر به شریک زندگی خود متعهد می‌دانند. زنان پس از قرار گرفتن در معرض مردان بسیار موفق نیز همین کار را می‌کنند.
۲. تحقیقاتی که او با ریچارد سی کیف انجام داد، این فرض دیرینه را که زنان به دلیل هنجارهای جامعه آمریکا جذب مردان مسن تر می‌شوند، واژگون کرد. این تحقیق نشان داد که الگوی تفاوت‌های جنسیتی که در ایالات متحده یافت می‌شود در سراسر جهان یافت می‌شود و در واقع در جوامع سنتی‌تر بارزتر است. علاوه بر این، مردان جوان که معمولاً به هنجارهای نقش جنسی بسیار متعهد هستند، بیشتر جذب زنان مسن تر از خود می‌شوند. یافته‌ها بر اساس تفاوت‌های جنسیتی در تاریخ زندگی توضیح داده شد - زنان در اواخر نوجوانی و اوایل دهه بیست به اوج باروری می‌رسند و بعداً یائسه می‌شوند، مردان جذب نشانه‌های مرتبط با باروری می‌شوند، نه جوانی، فی نفسه. زنان فی نفسه به دنبال سن نیستند، بلکه به دنبال مردانی با موقعیت و منابع هستند که با سن همبستگی دارد.
۳. نظریه‌پردازی‌های اولیه توسط روان‌شناسان فرگشتی نشان می‌دهد که مردان، در مقایسه با زنان، در انتخاب همسر نسبتاً بدون تبعیض هستند. اما تحقیقات در مورد انتخاب همسر گاهی تفاوت‌های جنسی کوچک و گاهی تفاوت‌های بزرگ را نشان می‌دهد. کنریک در تحقیقی که با ادوارد ک. سادالا، ملانی آر. تراست و گری گروت انجام شد، نشان داد که تفاوت‌های جنسی برای روابط بلندمدت کوچک است، جایی که هر دو جنس سرمایه‌گذاری بالایی انجام می‌دهند، اما برای روابط کوتاه‌مدت بسیار زیاد است. تفاوت در حداقل سرمایه‌گذاری والدین می‌تواند بسیار بیشتر باشد.
۴. تحقیقات با نورمن پی لی نشان داد که تفاوت‌های جنسی زمانی آشکارتر می‌شود که به مردان و زنان بودجه واقعی داده شود و صرفاً از آنها خواسته نشود که خواسته‌های آرمانی خود را در یک همسر فهرست کنند. زنانی که مجبور به اولویت بندی هستند، موقعیت را به عنوان یک ضرورت در نظر می‌گیرند و جذابیت فیزیکی را کم‌اهمیت می‌دانند. مردان برعکس عمل می‌کنند.
۵. تحقیقات انجام شده با جان منر، استیون نوبرگ، مارک شالر و وان بکر بر پیامدهای حالات انگیزشی مهم فرگشتی بر فرآیندهای شناختی مداوم متمرکز شده‌است. این تحقیق نشان داده‌است که افرادی که در چارچوب ذهنی محافظ از خود قرار دارند، نسبت به تهدیدات بالقوه از سوی مردان بیرون گروه حساس هستند، به عنوان مثال، حالات چهره خنثی چنین مردانی را به عنوان پنهان کردن خشم تفسیر می‌کنند. از سوی دیگر، در چارچوب ذهنی جفت‌گیری، مردان برانگیختگی جنسی را به زنان زیبا با حالات چهره خنثی القا می‌کنند. مردم همچنین در تشخیص خشم در چهره مرد و شادی در چهره یک زن بسیار سریع و دقیق هستند.
۶. تحقیقات (که با ولاداس گریسکویسیوس، رابرت سیالدینی، جیل ساندی، جاشوا آکرمن، آدام کوهن و سایر همکاران انجام شده‌است) اثرات انگیزه‌های مهم فرگشتی را برای تعدادی از رفتارهای اجتماعی پیچیده، از جمله همنوایی، نمایش خلاق، مصرف‌گرایی خودنمایانه، پرخاشگری، و تصمیم‌گیری اقتصادی بررسی کرده‌است.

## کتاب‌ها
داگ کنریک و پسرش دیوید لوندبرگ-کنریک، نویسندگان پدر و پسر، در کتاب حل مشکلات مدرن با مغز عصر حجر: فرگشت انسان و هفت انگیزه اساسی با اشتراک‌گذاری داستان‌ها و توصیه‌هایی که ریشه در علم روان‌شناسی فرگشتی دارند، خطرهای حل مشکلات عصر حجر را برای زندگی امروز ما به دقت بیان می‌کنند و روشی جدید برای زنده ماندن و شاد بودن در دنیای مدرن را ارائه می‌کنند. این کتاب هرم سلسله‌مراتب نیازهای مزلو از نیازهای انسانی را بازطراحی می‌کند.
ما انسان‌ها در طول هزاران سال، مجموعه ای از سیستم‌های انگیزشی را برای کمک به حل هفت مشکل اساسی وجود ایجاد کرده‌ایم: زنده ماندن، محافظت از خود در برابر دیگران خطرناک، شکل‌گیری دوستی، جلب احترام، جذب همسر، آویزان شدن به همسر و مراقبت از خانواده‌هایمان. ما در قرن بیست و یکم به دنبال همین اهداف هستیم. با این حال، ببرهای شمشیر دندان و قبایل رقیب که زمانی ما را تهدید می‌کردند، جای خود را به بازاریاب‌هایی داده‌اند که غذاهای مملو از شکر می‌فروشند، کارشناسانی که شعله‌های جنگ فرهنگی را شعله‌ور می‌کنند، و شرکت‌های وام حقوقی که از کسانی که حداقل توان مالی آن را ندارند، کلاهبرداری می‌کنند.
یکی از موضوعاتی که مکرراً در کتاب مطرح می‌شود، اشتباه طبیعت گرانه است — یا این ایده که هر آنچه که طبیعی است =همه خوب است. . این منجر به این تصور نادرست شده‌است که روان‌شناسی فرگشتی طرفدار زندگی شخصی مانند چنگیز خان است - هر کاری که لازم است انجام دهید تا حد امکان برای خودتان و ژن خود را به‌طور گسترده گسترش دهید. ما استدلال می‌کنیم که اگر زنی به نام اوسئولا مک‌کارتی را الگوی خود قرار دهیم، زندگی رضایت بخش تر خواهد بود. اوسئولا یک زن آفریقایی-آمریکایی بود که در سال ۱۹۰۸ در می‌سی‌سی‌پی به دنیا آمد و در کلاس ششم مدرسه را برای کمک به یک خاله بیمار رها کرد. او هرگز به تحصیلات خود برنگشت اما در عوض تا سن ۸۷ سالگی لباس‌های دیگران را می‌شست. اگرچه پول زیادی به دست نمی‌آورد، اما اندکی داشت. هزینه کرد و معادل نیم میلیون دلار انباشته شد. وقتی بانکدارش از او پرسید که چگونه می‌خواهد این پول را سرمایه‌گذاری کند، او پاسخ داد که می‌خواهد آن را خیریه بدهد. او این کار را انجام داد و یک صندوق برای دختران آفریقایی-آمریکایی ایجاد کرد تا به کالج بروند. اوسئولا زندگی فروتنانه خود را دوست داشت و دیگران او را دوست داشتند. او با پیروی از فرمول ساده ای که بسیاری از همکاران محترم ما، برخی از متخصصان روان‌شناسی مثبت گرا، برای داشتن یک زندگی رضایت بخش پیشنهاد کردند، موفق شد: «با دیگران مهربان باشید».